# Villstads socken
Villstads socken i Småland ingick i Västbo härad i Finnveden, ingår sedan 1974 i Gislaveds kommun i Jönköpings län och motsvarar från 2016 Villstads distrikt.
Socknens areal är 163,97 kvadratkilometer, varav land 158,16. År 2000 fanns här 6 031 invånare. Tätorterna Smålandsstenar och Skeppshult samt kyrkbyn Villstad med sockenkyrkan Villstads kyrka ligger i socknen. 

## Administrativ historik
Villstads socken har medeltida ursprung.
Vid kommunreformen 1862 övergick socknens ansvar för de kyrkliga frågorna till Villstads församling och för de borgerliga frågorna till Villstads landskommun. Landskommunen fortlevde oförändrad till 1974 då den uppgick i Gislaveds kommun.
Den 1 januari 1909 (enligt beslut den 21 augusti 1908) överfördes Kruvebo by, omfattande 1 mantal Kruvebo nr:1 Norra och ½ mantal Kruvebo nr:2 Södra, till Burseryds socken.
1 januari 2016 inrättades distriktet Villstad, med samma omfattning som församlingen hade 1999/2000.  
Socknen har tillhört samma fögderier och domsagor som Västbo härad. De indelta soldaterna tillhörde Jönköpings regemente, Norra och Södra Västbo kompani, och Smålands grenadjärkår, Jönköpings kompani.

## Geografi och natur
Villstads socken genomkorsas av Nissan och Nissastigen. Socknen är en småkuperad mossrik skogsbygd. De största insjöarna är Söingen och Borlången.
Villstad kyrkbys naturreservat ingår i EU-nätverket Natura 2000.
Sätesgårdar var Arnåsholms säteri och Isberga säteri.

## Fornminnen
Några boplatser och en hällkista från stenåldern, några gravrösen från bronsåldern och flera järnåldersgravfält finns här. Mest känt är de så kallade Smålands stenar som består av fem domarringar med omkring 60 stenar. Offerkällor finns vid Horsamo och på klockargårdens skog.

## Befolkningsutveckling
Befolkningen ökade med någon enstaka variation stadigt från 1 378 år 1810 till 5 761 år  1990.

## Namnet
Namnet (1268 Wiuilstadum), taget från kyrkbyn, har förledet ett troligt mansnamn Vivel och efterledet stad, ställe.